# Warft

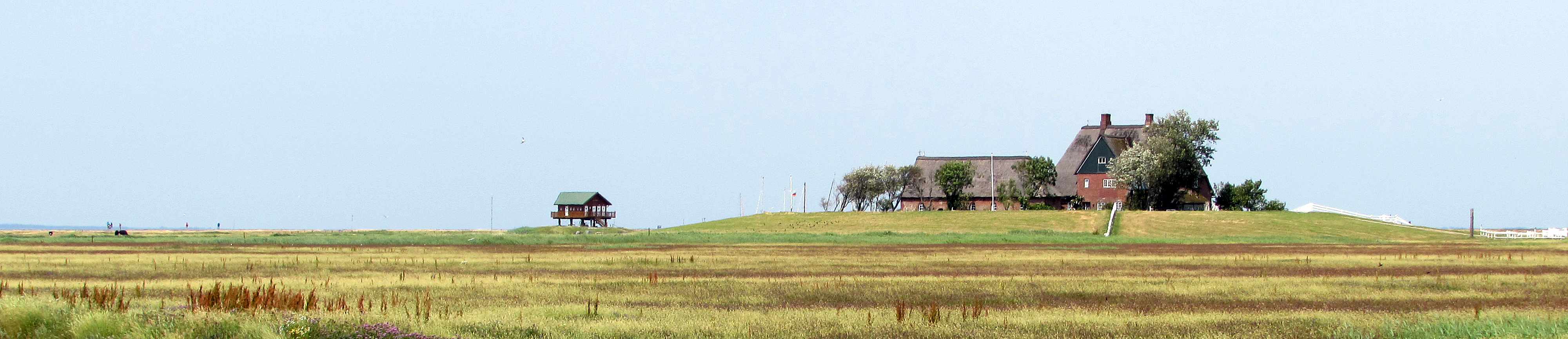
Kirchwarft auf Hallig Hooge

Eine Warft (auch Warf, Werfte, Worth, Wurt, Wurth, Wierde oder Terp) ist ein von Menschenhand aufgeschütteter Hügel an der Nordseeküste, auf dem – oftmals über Jahrhunderte immer wieder – vor Hochwasser und Sturmfluten geschützte Siedlungsplätze angelegt wurden.  Auf einer Warft können sich je nach Ausmaß Einzelgehöfte oder auch Dorfsiedlungen (Warfen- oder Wurtendörfer) befinden. Die Form der Warften ist meist rund, manchmal auch langgestreckt. Sie kommen in den nordwestdeutschen Marschgebieten, in der Nordsee auf den Halligen sowie in den Niederlanden und im südwestlichen Dänemark vor. Die bereits seit dem 3. Jahrhundert v. Chr. entstandenen Hügel waren lange vor dem Deichbau der einzig wirksame Hochwasserschutz.

## Name

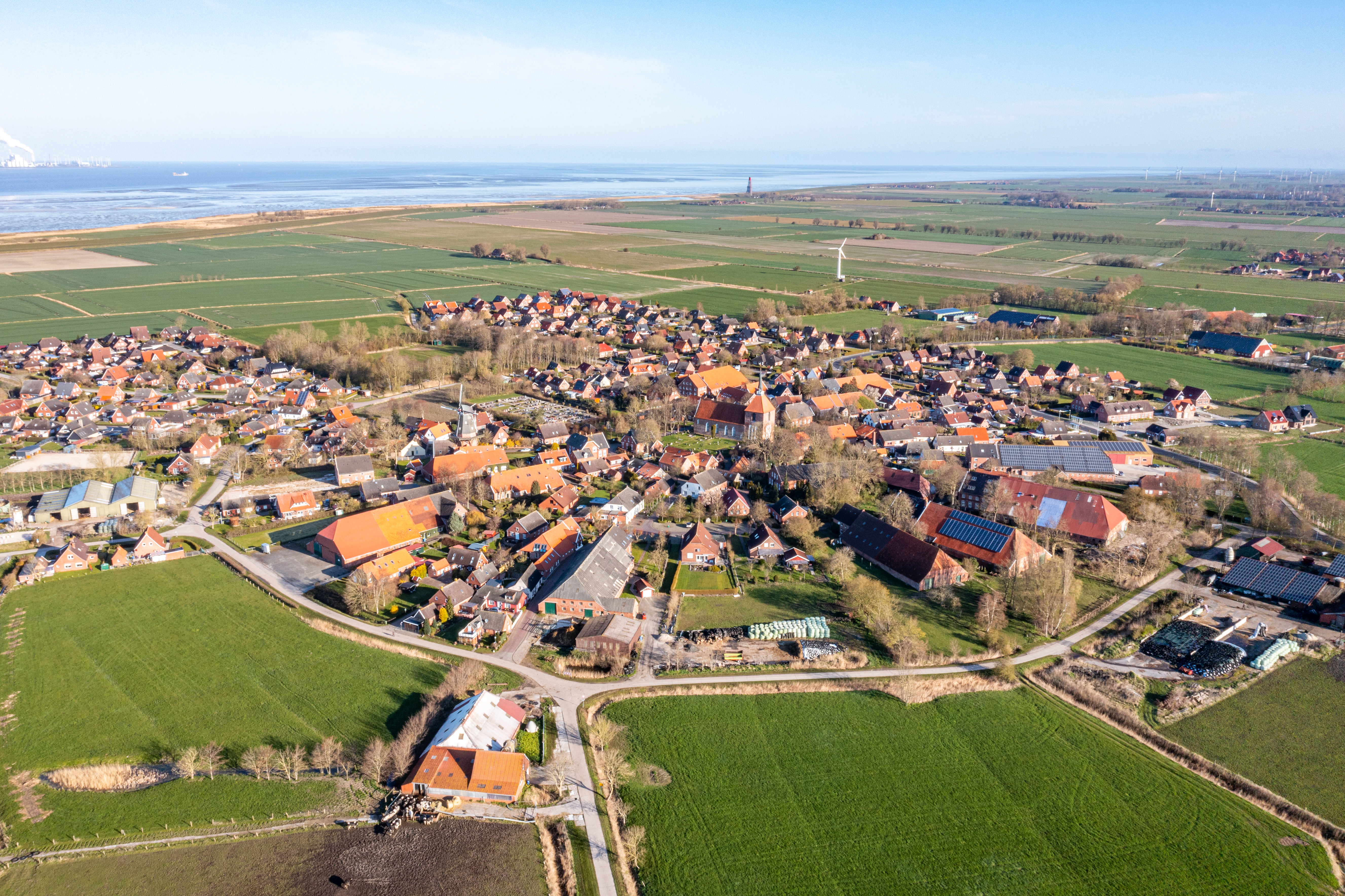
Warftendorf Rysum

Für Warft sind auch andere Begriffe geläufig, wie Warf, Wurt, Werft, Wierde. Warft ist eine sekundäre t-Erweiterung des ursprünglichen und noch heute in Ostfriesland üblichen Ausdrucks Warf, der von ‚werben‘ abstammt und nicht wie oft falsch angenommen von ‚werfen‘. Die gleichbedeutende Bezeichnung Wurt dagegen stammt aus dem Niederdeutschen (altsächsisch wurð ‚Hofstätte, Boden‘ (> niederdt. Wörde, Word, Wurt)). Etymologisch verwandt ist englisch -worth.
Nicht verwandt ist dieses Wort mit neuhochdeutsch „Werder“, oberdeutsch Wörd, Wörth (< althochdeutsch warid, werid „Flussinsel“). In den Niederlanden kommen sie vor allem in den Provinzen Friesland, wo sie terp oder wierde genannt werden, und Groningen vor. In Dänemark werden sie værfter genannt.
Zu der Gruppe gehören auch zum Schutz gegen das benachbarte Gewässer künstlich erhöhte Wirtschaftsplätze: die Werft für den Schiffbau und im Englischen wharf mit der Bedeutung ‚Lager(-haus)‘.

## Erste Beschreibungen
Die ersten künstlich aufgeworfenen Hügel im Küstenbereich werden auf das 3. Jahrhundert v. Chr. datiert. Bereits der römische Chronist Plinius berichtete in seiner Naturalis historia über das Volk der Chauken, das vor 2000 Jahren entlang der Nordseeküste lebte:

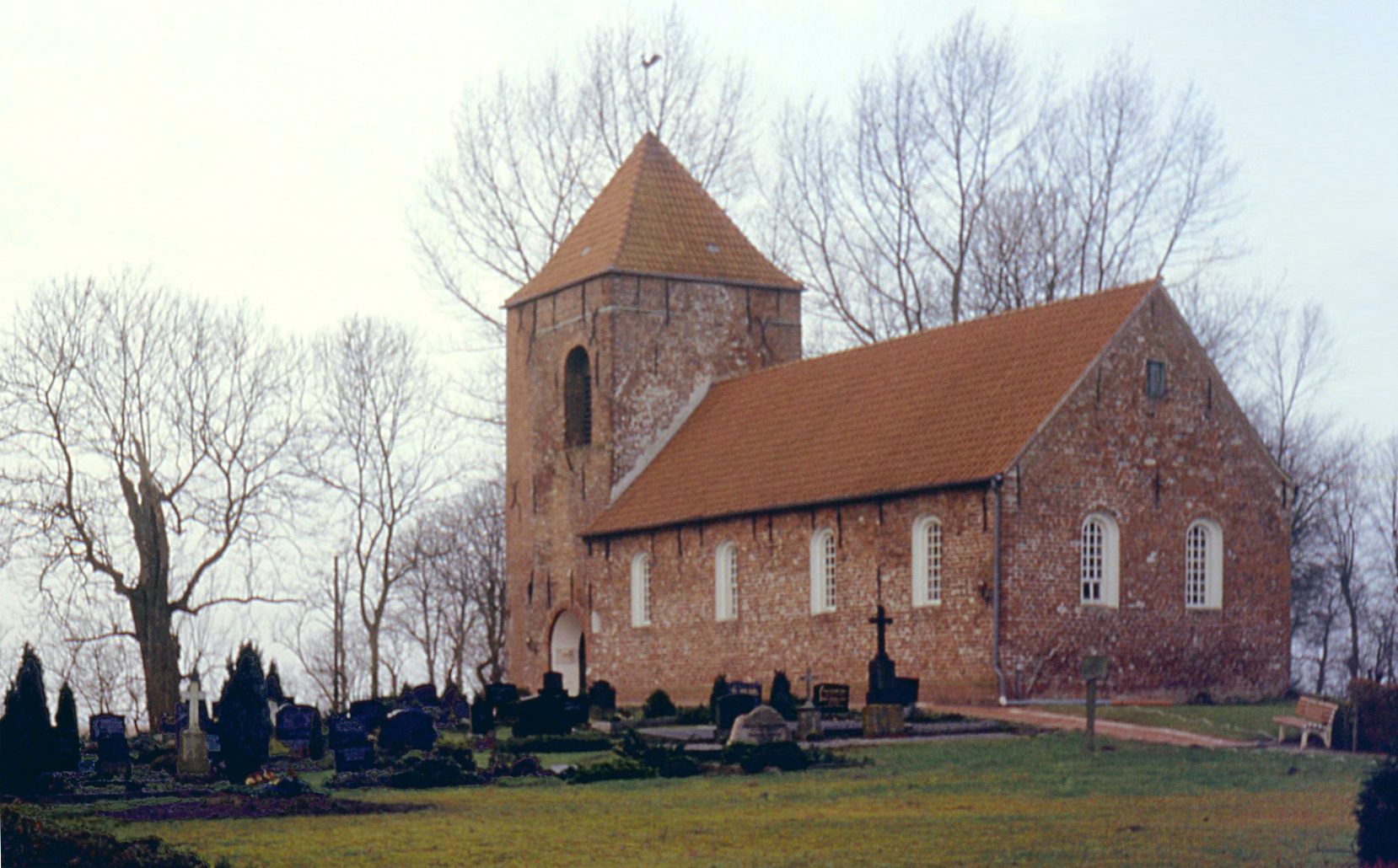
Kirchen und Friedhöfe von Orten in Marschengebieten wurden typischerweise auf Warf(t)en angelegt; hier ein Beispiel aus Bedekaspel, Ostfriesland

„Gesehen haben wir im Norden die Völkerschaften der Chauken, die die größeren und die kleineren heißen. In großartiger Bewegung ergießt sich dort zweimal im Zeitraum eines jeden Tages und einer jeden Nacht das Meer über eine unendliche Fläche und offenbart einen ewigen Streit der Natur in einer Gegend, in der es zweifelhaft ist, ob sie zum Land oder zum Meer gehört. Dort bewohnt ein beklagenswertes Volk hohe Erdhügel, die mit den Händen nach dem Maß der höchsten Flut errichtet sind. In ihren erbauten Hütten gleichen sie Seefahrern, wenn das Wasser das sie umgebende Land bedeckt, und Schiffbrüchigen, wenn es zurückgewichen ist und ihre Hütten gleich gestrandeten Schiffen allein dort liegen. Von ihren Hütten aus machen sie Jagd auf zurückgebliebene Fische. Ihnen ist es nicht vergönnt, Vieh zu halten wie ihre Nachbarn, ja nicht einmal mit wilden Tieren zu kämpfen, da jedes Buschwerk fehlt. Aus Schilfgras und Binsen flechten sie Stricke, um Netze für die Fischerei daraus zu machen. Und indem sie den mit den Händen ergriffenen Schlamm mehr im Winde als in der Sonne trocknen, erwärmen sie ihre Speise und die vom Nordwind erstarrten Glieder durch Erde.* Zum Trinken dient ihnen nur Regenwasser, das im Vorhof des Hauses in Gruben gesammelt wird.“

* Das heißt: Gekocht und geheizt wurde mit Torf.

## Warftendörfer
Warften dienten schon immer bei „Land unter“ Mensch und Vieh als Zufluchtsstätte. Sie wurden für Einzelgehöfte und auch Dörfer errichtet.

### Aufbau

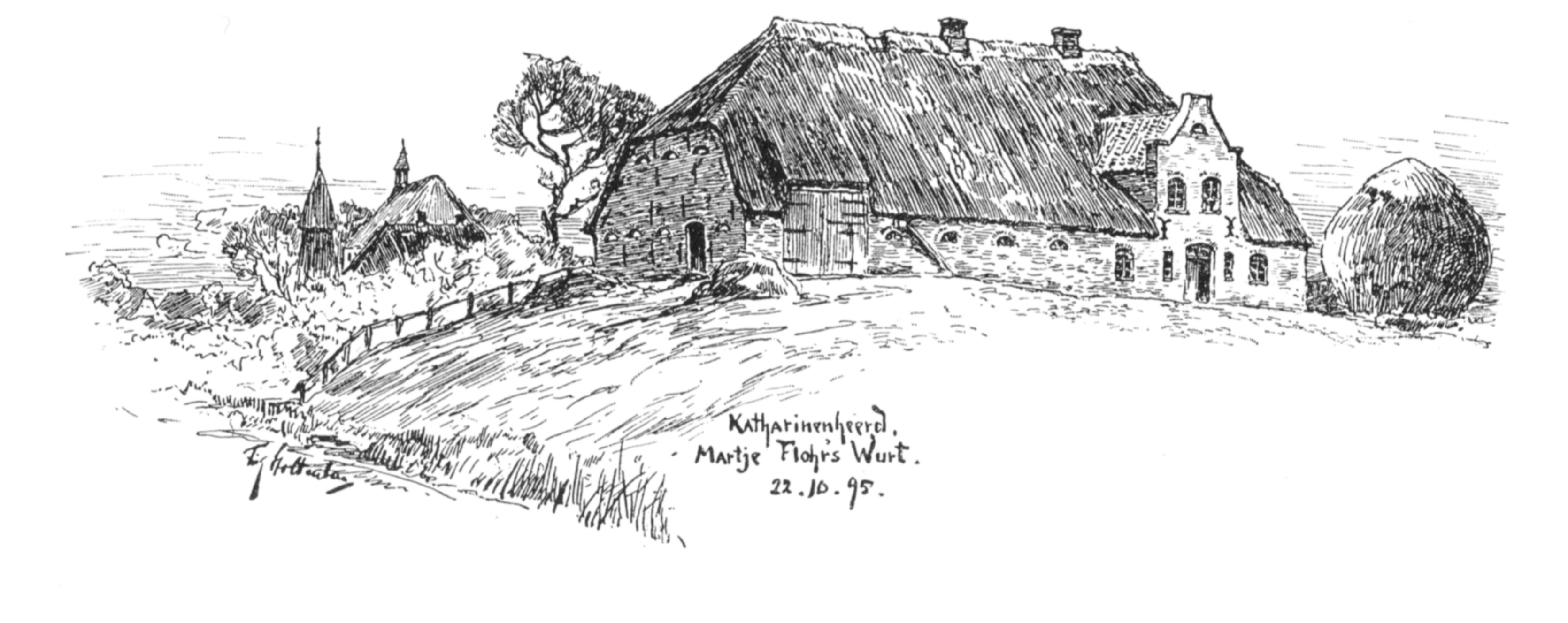
Warft von Katharinenheerd um 1895

Warftendörfer haben einen ähnlichen Aufbau wie ein Rundlingsdorf. Ihre Höfe sind kreisförmig auf dem Hügel angeordnet und stehen mit der Stirnseite am Warftfuß nach außen. Um die Warft führt ein Ringweg. Von der Mitte der Anlagen verlaufen strahlenförmig Fußwege nach außen, die sich als Feldwege in der Flur fortsetzen.
Da der gesamte Hügel wie ein Schwamm wirkt, gibt es in allen Siedlungen eine teichartige Vertiefung als Regenwassersammelstelle, den sogenannten Fething. Daraus schöpften die Bewohner Trinkwasser für das Vieh.
Vor dem Deichbau wurden Warften von Meerwasser umspült, so dass keine Brunnen außerhalb der Warft gegraben werden konnten. Das Trinkwasser für die Bewohner wurde in einem besonderen Behälter gesammelt, dem sogenannten Sood, in den das Regenwasser von den Dächern geleitet wurde.

### Entwicklungsgeschichte der Warftendörfer

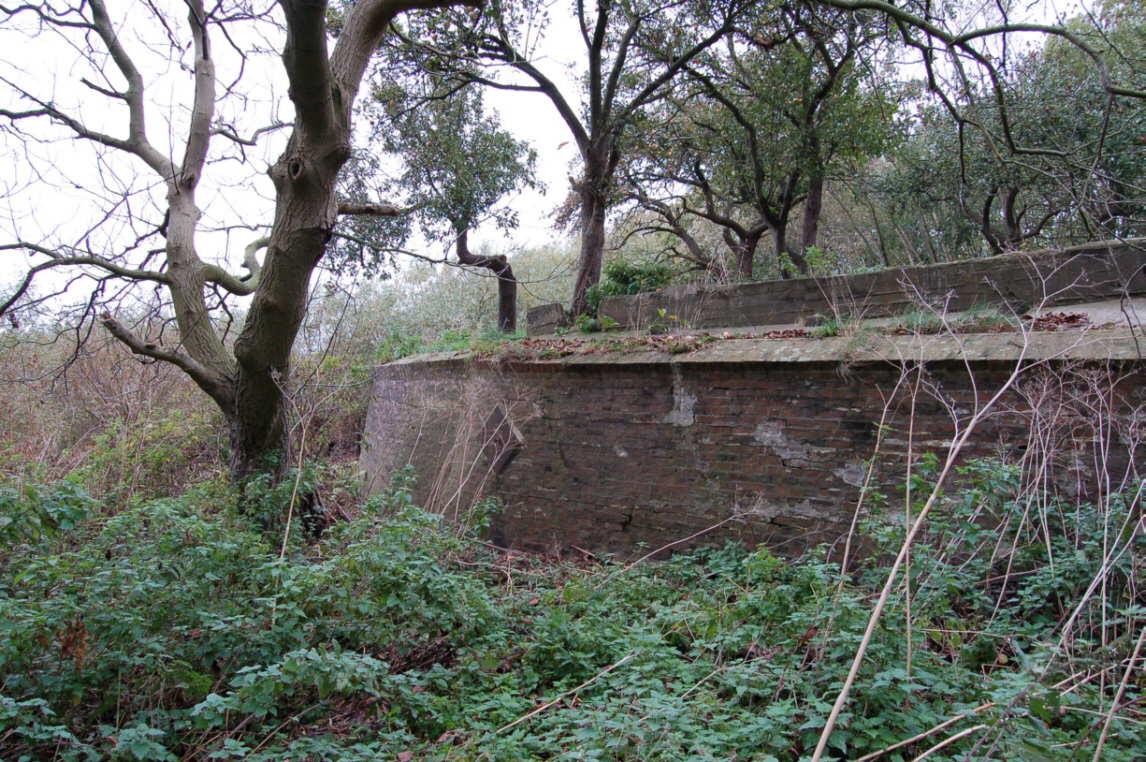
Reste der Warft von dem in der Elbe versunkenen Dorf Bishorst

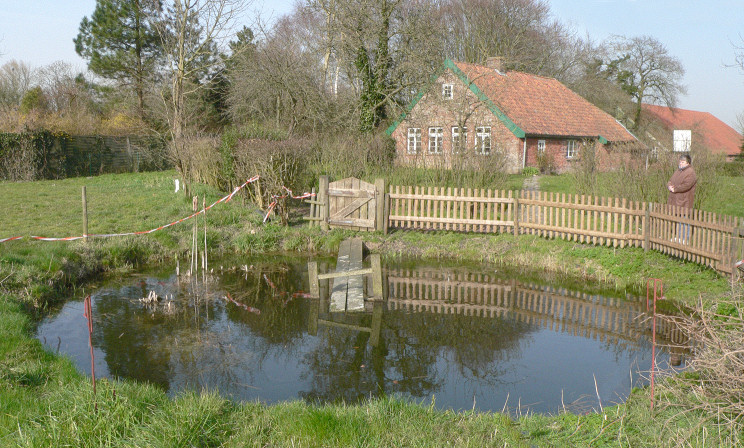
Regenwassersammelstelle auf einer Warft

In einer Phase eines niedrigen Meeresspiegels um die Zeitenwende entstanden vielerorts in den nordwestdeutschen Seemarschen zunächst Flachsiedlungen in Meeresnähe. Infolge steigender Sturmflutspiegelstände musste das Niveau der Siedlungen jedoch erhöht werden. Dazu schütteten die Bewohner für jedes neue Haus aus Mist und Klei einen ringförmigen, etwa 1 m hohen Hügel auf. Durch die ständige Erhöhung entstanden Hof- oder auch Kernwarften. Aus ihrem Zusammenschluss zur Dorfwarft bildeten sich im 2. und 3. Jahrhundert n. Chr. größere Warftendörfer auf einer um 4 m erhöhten Fläche gegenüber dem Umland heraus, wie Feddersen-Wierde und Busenwurth.
Nachdem diese alten Warften meist im 4. und 5. Jahrhundert aufgegeben wurden, begann eine Neubesiedlung des niedersächsischen und schleswig-holsteinischen Küstengebietes durch Friesen und Sachsen im 7. Jahrhundert. Erneut entstanden in einer Phase eines niedrigen Meeresspiegels Flachsiedlungen, die im 9. Jahrhundert wiederum zu Warften erhöht werden mussten.
Während des 1. Jahrtausends wurden Warften mit Mist (evtl. Abdeckung mit Kleisoden), seit dem 11. Jahrhundert hauptsächlich mit Klei aufgewarftet.
Warften wurden besonders bis zur im 11. Jahrhundert beginnenden Eindeichung der Marschen gebaut und boten bis dahin den einzigen Schutz vor Sturmfluten. Auf den Halligen sind sie der einzige Hochwasserschutz.

### Beispiele für Warftsiedlungen

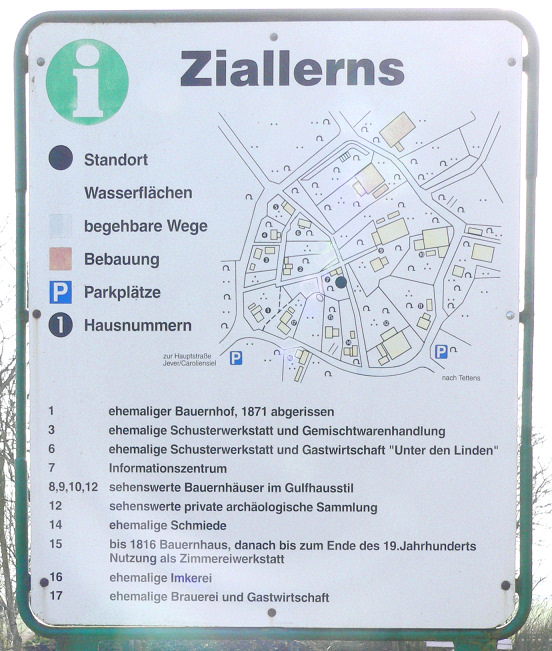
Lageplan der Warft Ziallerns im Wangerland

Entlang der deutschen Nordseeküste finden sich noch zahlreiche frühere Warftendörfer. Beispiele für Schleswig-Holstein bilden Wellinghusen in Dithmarschen und Nordfriesland (Tofting, Elisenhof, Poppenbüll, Waygaard). Eine große Ansammlung alter Warftendörfer in Ostfriesland bietet die Gemeinde Krummhörn, insbesondere durch das Dorf Rysum. In Friesland liegen zahlreiche Warften im Wangerland, wie Minsen. Weitere finden sich in der kreisfreien Stadt Wilhelmshaven und in Butjadingen. Im Elbe-Weser-Dreieck sind die Warften im Land Wursten und im Land Hadeln gut erforscht.
Ursprüngliche Warftendörfer erkennt man häufig an ihren auf „warden“ endenden Ortsnamen: Breddewarden, Eckwarden, Einswarden, Fedderwarden, Golzwarden, Hammelwarden, Langwarden, Sengwarden (vgl. Werder).
Ein gut erhaltenes Warftendorf im Wangerland ist das Dorf Ziallerns bei Hohenkirchen. Es wurde bereits 1937 unter Denkmalschutz gestellt, so dass die alte Struktur der Wege und Höfe erhalten blieb. Hier findet sich noch die Regenwassersammelstelle, über die jede Warft verfügte. In einem früheren Arbeiterhaus gibt es ein Warfteninformationszentrum stellvertretend für die vielen gleichartigen Dorfanlagen im Wangerland. Ebenfalls im Wangerland liegt das Warfendorf Wüppels. Um den Dorfplatz herum stehen Kirche, Schule, Dorfkrug, Armenhaus, Küsterhaus und Pastorei.

## Neuere Warften
Auf Halligen, die höchstens mit einem Sommerdeich geschützt sind, sind Warften unverzichtbar. Die Warft mit der größten Fläche ist mit drei Hektar die Hanswarft auf der Hallig Hooge. Die jüngste Warft ist die nach fünfjähriger Bauzeit 1896 fertiggestellte Neupeterswarft auf Langeneß; sie ist allerdings seit 1962 verlassen, als das dortige Wohngebäude bei einer Sturmflut zerstört wurde.
Zum Hochwasserschutz in der ab 2001 errichteten Hamburger HafenCity wurden zum größten Teil Warften statt Deichen oder Flutschutzmauern gebaut.

## Warften in anderen Erdteilen
Auch in anderen Regionen der Erde gibt es Warften, zum Beispiel im Hertenrits-Naturschutzgebiet in Suriname.